# Логан Тауншип (округ Гантінгдон, Пенсільванія)
Логан Тауншип (англ. Logan Township) — селище (англ. township) в США, в окрузі Гантінгдон штату Пенсільванія. Населення — 611 особа (2020).

## Демографія
Згідно з переписом 2010 року, у селищі мешкало 678 осіб у 274 домогосподарствах у складі 192 родин. Було 333 помешкання
Расовий склад населення:
| - 98,2 % — білих - 0,4 % — чорних або афроамериканців - 0,4 % — азіатів |

До двох чи більше рас належало 0,4 %. Частка іспаномовних становила 0,4 % від усіх жителів.
За віковим діапазоном населення розподілялося таким чином: 22,1 % — особи молодші 18 років, 61,5 % — особи у віці 18—64 років, 16,4 % — особи у віці 65 років та старші. Медіана віку мешканця становила 43,6 року. На 100 осіб жіночої статі у селищі припадало 97,7 чоловіків;  на 100 жінок у віці від 18 років та старших — 98,5 чоловіків також старших 18 років.
Середній дохід на одне домашнє господарство  становив 58 593 долари США (медіана — 50 380), а середній дохід на одну сім'ю — 72 231 долар (медіана — 62 083). За межею бідності перебувало 7,1 % осіб, у тому числі 8,9 % дітей у віці до 18 років та 4,8 % осіб у віці 65 років та старших.
Цивільне працевлаштоване населення становило 299 осіб. Основні галузі зайнятості: освіта, охорона здоров'я та соціальна допомога — 27,1 %, виробництво — 19,7 %, роздрібна торгівля — 13,4 %, будівництво — 8,0 %.